# Élections législatives allemandes de 1871
Les élections législatives allemandes de 1871 permettent d'élire pour la première fois les députés du Reichstag de l'Empire allemand. Elles se déroulent le 3 mars 1871. Les électeurs potentiels que sont les hommes allemands de plus de 25 ans sont au nombre de 7,65 millions, soit 19,4 % de la population totale. Les militaires, ainsi que d'autres groupes en sont exclus. La participation est d'environ 51 %.
La paix de Francfort n'ayant pas encore été signée entre la France et l'Allemagne, les citoyens du Land d'Alsace-Lorraine ne peuvent pas voter et ne sont pas non plus représentées lors de ces élections.
En obtenant 202 sièges sur les 382 que compte l'assemblée, les libéraux sont les grands vainqueurs de ce scrutin. Ils sont toutefois divisés en plusieurs partis et groupes parlementaires.
Le parti le plus représenté est le parti national-libéral qui soutient la politique du chancelier impérial Otto von Bismarck. La législature qui suit est entre autres marquée par la loi Miquel-Lasker, du nom de deux membres de ce parti, qui étend les compétences de l'Empire à l'ensemble des droits civiques.

## Résultats
| Partis         | Partis                                                      | Voix      | %      | Total sièges |
| -------------- | ----------------------------------------------------------- | --------- | ------ | ------------ |
|                | Parti national-libéral                                      | 1 125 942 | 28.97  | 117          |
|                | Zentrum                                                     | 707 896   | 18.21  | 58           |
|                | Parti conservateur                                          | 524 881   | 13.51  | 56           |
|                | Parti progressiste allemand                                 | 351 209   | 9.04   | 45           |
|                | Parti conservateur libre                                    | 343 098   | 8.83   | 37           |
|                | Parti libéral impérial                                      | 274 068   | 7.05   | 33           |
|                | Parti polonais                                              | 176 342   | 4.54   | 13           |
|                | Libéraux indépendants                                       | 74 903    | 1.93   | 5            |
|                | Parti allemand hanovrien                                    | 73 470    | 1.89   | 7            |
|                | Association générale des travailleurs allemands             | 56 117    | 1.44   | 0            |
|                | Parti ouvrier social-démocrate                              | 41 040    | 1.06   | 1            |
|                | Parti populaire allemand                                    | 29 595    | 0.76   | 1            |
|                | Vieux libéraux                                              | 24 900    | 0.64   | 5            |
|                | Parti danois                                                | 21 143    | 0.54   | 1            |
|                | Cléricaux                                                   | 15 329    | 0.39   | 3            |
|                | Conservateurs indépendants                                  | 14 805    | 0.38   | 1            |
|                | Particularistes libéraux du Schleswig-Holstein              | 6 968     | 0.18   | 2            |
|                | Association générale des travailleurs allemands Lassalienne | 4 770     | 0.12   | 0            |
|                | Particularistes conservateurs de Saxe                       | 1 549     | 0,04   | 0            |
|                | Divers                                                      | 17 596    | 0.45   | 0            |
|                | Indéterminés                                                | 894       | 0.02   | 0            |
|                |                                                             |           |        |              |
| Inscrits       | Inscrits                                                    | 7 656 283 | 100,00 | 397          |
| Votants        | Votants                                                     | 3 905 531 | 51,01  |              |
| Abstentions    | Abstentions                                                 | 3 750 752 | 48,99  |              |
| Blancs et nuls | Blancs et nuls                                              | 19 016    | 0,25   |              |
| Exprimés       | Exprimés                                                    | 3 886 515 | 50,76  |              |

| Famille politique    | Famille politique    | Parti | Parti                                           | Voix       | Voix   | Sièges | Sièges |
| Famille politique    | Famille politique    | Parti | Parti                                           | en million | en %   | en nb  | en %   |
| -------------------- | -------------------- | ----- | ----------------------------------------------- | ---------- | ------ | ------ | ------ |
| Conservateur         | Conservateur         |       | Conservateur                                    | 0,549      | 14,1 % | 53     | 13,9 % |
| Conservateur         | Conservateur         |       | Conservateur libre                              | 0,346      | 8,9 %  | 39     | 10,2 % |
| Conservateur         | Conservateur         |       | Autres conservateurs                            | n/a        | n/a    | 3      | 0,8 %  |
| Libéraux             | Droit                |       | Libéral impérial                                | 0,281      | 7,2 %  | 30     | 7,9 %  |
| Libéraux             | Droit                |       | National-libéral                                | 1,171      | 30,1 % | 119    | 31,1 % |
| Libéraux             |                      |       | autres libéraux                                 | n/a        | n/a    | 6      | 1,6 %  |
| Libéraux             | Gauche               |       | Progressiste                                    | 0,342      | 8,8 %  | 45     | 11,8 % |
| Libéraux             | Gauche               |       | Populaire                                       | 0,019      | 0,5 %  | 1      | 0,3 %  |
| Catholique           | Catholique           |       | Zentrum                                         | 0,724      | 18,6 % | 60     | 15,7 % |
| Socialiste           | Socialiste           |       | Sociaux-démocrates (SDAP)                       | 0,124      | 3,2 %  | 2      | 0,5 %  |
| Socialiste           | Socialiste           |       | Association générale des travailleurs allemands | 0,124      | 3,2 %  | -      | -      |
| Minorités nationales | Minorités nationales |       | Welf                                            | 0,052      | 1,4 %  | 7      | 1,8 %  |
| Minorités nationales | Minorités nationales |       | Polonais                                        | 0,176      | 4,5 %  | 14     | 3,7 %  |
| Minorités nationales | Minorités nationales |       | Danois                                          | 0,025      | 0,7 %  | 1      | 0,3 %  |
|                      |                      |       | Divers                                          | 0,079      | 2,0 %  | 21)    | 0,5 %  |
| Total                | Total                | Total | Total                                           | 3,888      | 100 %  | 382    | 100 %  |

1) Particulariste du Schleswig-Holstein
Dans d'autres ouvrages on peut trouver des chiffres légèrement différents pour le nombre de sièges attribué aux libéraux impériaux, au Zentrum et aux Welf.
Le député conservateur libre et catholique Franz Künzer élu pour la circonscription Breslau 12, est ainsi classé avec le Zentrum dans certaines parutions.
De même les députés Welf Lenthe, pour la circonscription Hanovre 9, et Fischer, pour la circonscription Hanovre 12, sont parfois également comptés avec Zentrum.

## Groupes parlementaires
Lors de ces premières élections, certains députés ne rejoignent pas le groupe parlementaire de leur parti et restent donc indépendants.
Les différents groupes parlementaires ont les effectifs suivants
 :
| National-libéral   | 116 |
| Zentrum            | 57  |
| Conservateur       | 50  |
| Progressiste       | 44  |
| Conservateur libre | 38  |
| Libéral impérial   | 29  |
| Polonais           | 13  |
| Indépendants       | 29  |
| Mandats vacants    | 6   |

Les changements de groupes parlementaires au cours de la législature modifient les rapports de force.